# Родос, Борис Вениаминович
Борис Вениаминович Родос (22 июня 1905, Мелитополь — 20 апреля 1956) — работник органов НКВД-НКГБ-МГБ, полковник госбезопасности.

## Биография
Родился в еврейской семье кустаря-портного Беньямина Шефтелевича Родоса и Малки Моисеевны Гришкан. В 1921 году закончил начальное училище, после чего тут же поступил работать в частный фруктовый магазин упаковщиком, потом торговал папиросами с рук в родном Мелитополе. В 1924 году закончил шестимесячные курсы трактористов-механиков, но работать по специальности не стал, устроился конторщиком в Мелитопольский райпотребсоюз, с 1925 года — счетоводом в заповедник «Чапли» (Аскания-Нова). С июля 1928 года — технический секретарь бюро жалоб Рабоче-крестьянской инспекции Мелитопольского округа, с апреля 1929 года — секретарь рабочего комитета заповедника «Чапли».
Об этом периоде в автобиографии Родос пишет: «Я принимал активное участие в работе комсомольской организации и по линии профсоюзов».
Был членом бюро комсомольской ячейки, вожатым пионерского отряда, членом месткома окрисполкома, был одним из организаторов «Лёгкой кавалерии» на Мелитопольщине и участником окружного слёта рабкоров, был помощником уполномоченного Новотроицкого райкома и райисполкома, участвуя в коллективизации и раскулачивании.
В 1930 году, будучи секретарём дирекции заповедника, Родос был обвинён в попытке изнасилования сотрудницы, исключён из комсомола и осуждён нарсудом Новотроицкого района Мелитопольского округа за «оскорбление действием» на 6 месяцев принудительных работ (сам Родос утверждал, что он всего лишь «обнял женщину за талию»). Тем не менее он тут же устроился секретарём отделения стройконторы зерносовхозов в Бериславе и в 1931 году был принят кандидатом в члены ВКП(б). Секрет непотопляемости прост: Родос одновременно являлся осведомителем ОГПУ, и именно благодаря «органам» и началась его выдающаяся карьера.

### Карьера
- В июле 1931 года — секретарь в Бериславском районном отделении ОГПУ.
- В 1932 году — помощник уполномоченного ОГПУ по Знаменскому району.
- С 1933 года последовательно: помощник уполномоченного, уполномоченный и опер-уполномоченный, помощник начальника отделения 4-го отдела Одесского ОГПУ.
- В декабре 1936 года из кандидатов был переведён в члены ВКП(б); младший лейтенант госбезопасности.
- В мае 1937 года отправлен на стажировку в Москву в 4-й отдел (секретно-политический) ГУГБ НКВД.
- Оставлен на работе в Москве, в феврале 1938 года назначен помощником начальника 6-го отделения 4-го отдела ГУГБ НКВД.
- В декабре 1938 года — помощник начальника следственной части НКВД.
- С 4 февраля 1939 года — заместитель начальника следственной части ГУГБ НКВД.
- С мая 1943 года — заместитель начальника следственной части НКГБ СССР.

### Участие в Польском походе РККА
Приказом НКВД СССР № 00342 от 20 марта 1940 года был направлен в состав оперативно-чекистской группы НКВД по Львовской области для проведения арестов и оформления следственных дел на польских граждан, подлежащих расстрелу согласно решению Политбюро ЦК ВКП(б) от 5 марта 1940 года. Согласно этому приказу в западные области БCСР и УССР были командированы десятки сотрудников центрального аппарата НКВД. Родос пробыл во Львове с «оперативной бригадой НКВД» два месяца и был награждён за свою работу наркомом внутренних дел Украины Серовым именными часами.

### Работа следователем
В 1938—1941 годах Родос допрашивал руководителей страны, деятелей науки, искусства:
- членов Политбюро ЦК ВКП(б) (Станислав Косиор, Влас Чубарь)
- кандидатов в члены Политбюро (Павел Постышев, Роберт Эйхе)
- генерального секретаря ЦК ВЛКСМ (Александр Косарев)
- членов ЦК ВКП(б) (Алексей Стецкий, Николай Антипов, Борис Ванников)
- секретарей обкомов (Бетал Калмыков, Кабардино-Балкария; Дмитрий Булатов, Омская область; Иван Носов, Ивановская область)
- военачальников (Мерецков, Штерн, Локтионов, Смушкевич, Рычагов и другие военные и руководители оборонной промышленности, арестованные в 1941-м)
- чекистов (Николай Ежов, Вениамин Герсон)
- писателей (Исаак Бабель)
- режиссёров (Всеволод Мейерхольд[2])
- инженеров оборонной промышленности (Иван Маханов)

Родос участвовал в следствии по групповым делам на арестованных за так называемую антисоветскую деятельность: дела «Народной партии трудящихся», «Русской национальной партии», Польского подпольного правительства и руководства Армии Крайовой (дело Окулицкого и др.). Участвовал в следствии по делу командира партизанского отряда Никифора Коляды, в 1945 году — по делу монашки Меньшовой-Радищевой, выдававшей себя за дочь Николая II Татьяну Романову.
На допросах Родос зверски избивал арестованных.

### Увольнение из МГБ
С приходом в мае 1946 года нового министра госбезопасности Абакумова руководство следственной части сменилось. Влодзимирский был направлен руководить Горьковским УМГБ, а Б. В. Родоса вывели за штат. Вскоре его направили на должность начальника следственного отдела УМГБ по Крымской области. Свой перевод из центрального аппарата МГБ Родос объяснял тем, что он направил секретарю ЦК Алексею Кузнецову письмо с компрометирующими сведениями об Абакумове, и тот, узнав об этом, отомстил.
В 1952 году Родоса уволили из МГБ и назначили начальником штаба местной противовоздушной обороны Симферопольского телеграфа. Сразу же после смерти Сталина Б. В. Родос написал Богдану Кобулову заявление с просьбой пересмотреть решение об увольнении и восстановить его на службе. Он получил отказ с мотивировкой: «Из-за отсутствия вакантных мест».

### Последние годы
Имя Б. В. Родоса привлекло внимание в ходе следствия по делу Л. П. Берии в связи с многолетним незаконным содержанием в заключении Константина Орджоникидзе (1896 — не ранее 1941) — брата Серго Орджоникидзе.
5 октября 1953 года Родос был арестован; ему предъявили обвинения в тяжких государственных (контрреволюционных)) преступлениях, предусмотренных статьей 58 Уголовного кодекса РСФСР, а именно статьей 58-1 «б» («Измена родине, совершенная военнослужащим»), ст. 58-8, ст.58-11.
26 февраля 1956 года Военная коллегия Верховного суда СССР приговорила Б. В. Родоса к расстрелу.
Накануне вынесения приговора, 25 февраля 1956 года, Н. С. Хрущёв, выступая с антисталинским докладом на XX съезде КПСС, сказал:

Недавно… допросили следователя Родоса, который в своё время вёл следствие и допрашивал Косиора, Чубаря и Косарева. Это — никчёмный человек, с куриным кругозором, в моральном отношении буквально выродок. И вот такой человек определял судьбу известных деятелей партии, определял и политику в этих вопросах, потому что, доказывая их «преступность», он тем самым давал материал для крупных политических выводов.

28 февраля 1956 года, находясь в Бутырской тюрьме, Родос написал ходатайство о помиловании, в котором утверждал, что был «слепым орудием в руках Берии и его сообщников», но отрицал наличие в своих действиях «контрреволюционного умысла» и просил сохранить ему жизнь: «Ради ни в чём неповинных моих детей, старушки-матери и жены я умоляю Президиум Верховного Совета СССР сохранить мне жизнь для того, чтобы я мог употребить свои силы на частичное хотя бы искупление самоотверженным трудом в любых условиях своей вины перед партией и народом».
17 апреля 1956 года Президиум Верховного Совета СССР отклонил ходатайство Родоса о помиловании, и 20 апреля 1956 года Б. В. Родос был расстрелян.
Труп кремирован. Прах захоронен на Донском кладбище в одной из общих могил (могил невостребованных/неизвестных прахов), вместе с останками жертв большого террора.

### Семья
Был женат на Ревекке Ратнер (сменила имя на Риту Яковлевну Родос после замужества), имел троих детей — дочь Нелю, сына Валерия, автора мемуаров «Я — сын палача» (М., 2008), и младшую дочь Светлану.
Валерий Борисович Родос (род. 1940) в 1953 году предложил однокласснику «сплотиться в какую-нибудь партию и совершить какую-нибудь революцию». Создал «партию» с программой и уставом, число её членов составляло от пяти до восьми. В 1956 году был за это арестован, получил три года лишения свободы условно с заменой обвинения в антисоветской пропаганде и агитации обвинением в оскорблении должностного лица. Но прокуратура опротестовала решение суда, и в итоге он был приговорен к трём годам заключения. После освобождения в 1961 году окончил философский факультет МГУ, преподавал логику в Томском университете, в 1989 году эмигрировал в США. У него трое детей.

## Профессиональная деятельность

### Характеристики
Провёл ряд крупных следственных дел. Чекистски грамотен, растёт на оперативной работе. Добросовестно подходит к выполнению поручаемых ему заданий, успешно работает над выращиванием молодых чекистских кадров <…>. Политически развит. Принимает активное участие в партийной и общественной жизни коллектива и является заместителем редактора стенной газеты…— 1939 г. Начальник следственной части НКВД Богдан Кобулов

Неровность и иногда элементы грубости в отношениях с работниками следственной части.— 1942 г.

По личным качествам — настойчив, требователен к подчинённым, дисциплинирован.— 1946 г.

### Жалобы и показания
В 1956 году в прошении о помиловании Родос писал:

Первый раз я был невольным свидетелем применения к арестованному мер физического воздействия, когда непосредственно в ходе очной ставки между Левиным и Михайловым лично Ежов начал избивать Михайлова, дурному примеру которого последовали Фриновский и др. руководящие работники наркомата.

Меня <…> клали на пол лицом вниз, резиновым жгутом били по пяткам, по спине; когда сидел на стуле, той же резиной били по ногам. В следующие дни, когда эти места ног были залиты обильным внутренним кровоизлиянием, то по этим красно-синим кровоподтёкам снова били этим жгутом… Следователь всё время твердил, угрожая: «Не будешь писать, будем бить опять, оставим нетронутыми голову и правую руку, остальное превратим в кусок бесформенного окровавленного тела». И я всё подписывал до 16 ноября 1939 года.
— Всеволод Мейерхольд, арестованный. Из заявления, поданного 11 января 1940 года

Родос взял кручёную веревку с кольцом на конце и давай хлестать по ногам, ударит и протянет её по телу… Я извивался, катался по полу и, наконец, увидел только одно зверское лицо Родоса. Он облил меня холодной водой, а потом заставил меня сесть на край стула копчиком заднего прохода. Я опять не выдержал этой ужасной тупой боли и свалился без сознания. Через некоторое время, придя в сознание, я попросил Родоса сводить меня в уборную помочиться, а он говорит: «Бери стакан и мочись». Я это сделал и спросил, куда девать стакан. Он схватил его и поднёс мне ко рту и давай вливать в рот, а сам кричит: «Пей, говно в человечьей шкуре, или давай показания». Я, будучи вне себя, да что говорить, для меня было всё безразлично, а он кричит: «Подпиши, подпиши!» — и я сказал: "Давай, я всё подпишу, мне теперь всё равно.
— Белослудцев, заведующий отделом руководящих комсомольских органов ЦК ВЛКСМ, арестованный : Из заявления Сталину 20 февраля 1940 года

Домогаясь от Эйхе ложного признания о том, что он якобы являлся шпионом, Родос, Берия и Эсаулов выбили у Эйхе глаз. Однако и после этого Эйхе виновным себя не признал.
На моих глазах по указаниям Берия, Родос и Эсаулов резиновыми палками жестоко избивали Эйхе, который от побоев падал, но его били и в лежачем положении, затем его поднимали, и Берия задавал ему один вопрос: «Признаёшься, что ты шпион?». Эйхе отвечал ему: «Нет, не признаю». Тогда снова началось избиение его Родосом и Эсауловым, и эта кошмарная экзекуция над человеком, приговорённым к расстрелу, продолжалась только при мне раз пять. У Эйхе при избиении был выбит и вытек глаз. После избиения, когда Берия убедился, что никакого признания в шпионаже он от Эйхе не может добиться, он приказал увести его на расстрел.
— Баштаков, бывший начальник 1-го спецотдела : Из свидетельских показаний на суде по делу Родоса
В прошении о помиловании приговорённого к расстрелу 26 февраля 1956 года Б. В. Родоса от 28 февраля 1956 года говорится, что Баштаков в своих показаниях солгал, так как в присутствии Берии в Сухановской тюрьме, где как будто происходило избиение Эйхе, он никогда не был и самого Эйхе в глаза не видел, равно как не видел его и Эсаулов, и что Баштаков оболгал Родоса и ещё по нескольким эпизодам, по которым ему было предъявлено обвинение.

## Звания
- 1936 — младший лейтенант госбезопасности
- 5 ноября 1937 года — лейтенант госбезопасности
- 25 февраля 1939 года — минуя одну ступень, из лейтенанта сразу стал капитаном госбезопасности
- 12 июля 1941 года — майор госбезопасности
- 14 февраля 1943 года — полковник госбезопасности.

## Награды
- 2 ордена Красной Звезды (26.04.1940, 06.11.1946);
- орден «Знак Почёта» (20.09.1943);
- четыре медали;
- знак «Почётный работник ВЧК-ГПУ (XV)» (09.05.1938).